# Besættelsens Hverdag
|  | Denne artikel er oprettet af botten Steenthbot ud fra en ekstern database. Den kan derfor have sproglige fejl eller mangler. Denne skabelon kan fjernes efter kontrol af indholdet. |

Besættelsens Hverdag er en dansk dokumentarisk optagelse fra 1946.

## Handling
De gode gamle dage er forbi, dagliglivet skifter karakter under besættelsen. Der er madkøer og rationeringer. På Fyn dyrkes tobak på store arealer. Optagelser af forestilling med Pjerrot og Harlekin i Tivoli, men også den gamle have udsættes for terror. Nødskoler oprettes, bl.a. på Nimbus-fabrikken på Peter Bangsvej (klippet stammer fra "Nilfisk- og Nimbusfabrikkerne som Skole", 1945). Dagmarhus var tyskernes hovedkvarter - de steder, tyskerne holdt til raseres i dagene efter befrielsen. Befrielsen fejres i gaderne. Engelske og amerikanske tropper ankommer og hyldes. Filmen består af fragmentariske klip, som er kendte optagelser fra andre besættelsesfilm.

## Medvirkende
- Kong Christian X